# Michael Amott
Michael Amott, född 28 juli 1969 i Halmstad, är en svensk gitarrist och låtskrivare. Amott är medlem i metalbanden Arch Enemy och Spiritual Beggars och har tidigare även spelat i Candlemass och Carcass. Han är äldre bror till Christopher Amott.
Amott rankades på plats 74 på Guitar Worlds lista 100 Greatest Heavy Metal Guitarists of All Time.